# Arie Goral-Sternheim
Arie Goral-Sternheim (* 16. Oktober 1909 in Rheda (Westfalen); † 23. April 1996 in Hamburg; auch Arie Goral; geborener Walter Lovis Sternheim) war ein deutscher Maler und Publizist.

## Leben
Jugend in Deutschland
Sternheim wurde als Kind deutsch-jüdischer Eltern geboren. Er war ein Neffe des Konsumgenossenschafters und Hamburger Senators Max Mendel. Die Familie zog bald nach Hamburg, wo er sich schon kurz nach dem Ersten Weltkrieg in zionistischen Jugendverbänden engagierte. Die Konfrontation mit dem erstarkenden Antisemitismus führte ihn zum „Jung-Jüdischen Wanderbund“ des sozialistischen Zionismus.
Ab 1925 absolvierte Sternheim eine kaufmännische Lehre in Hamburg und bereitete sich gleichzeitig systematisch auf die Auswanderung nach Palästina („Alija“) vor. Seine Jugendgruppe besuchte mehrfach Martin Buber in Heppenheim.
Von 1928 bis 1932 ließ sich Sternheim als Angehöriger des Kibbuz Cheruth auf landwirtschaftlichen Höfen im Raum Hameln im Sinne der Hachschara ausbilden.
Emigration
Anfang 1933 erlebte Sternheim noch die „Machtergreifung“ in Deutschland und wanderte im Mai 1933 zunächst nach Frankreich aus, von wo er schließlich 1934 die Genehmigung zur Einwanderung nach Palästina erhielt.
In Palästina nahm Sternheim den Namen „Arie Goral“ an. (Arie = hebr. für „Löwe“; Goral = hebr. für „Schicksal“). Er übte verschiedene Berufe aus, entdeckte aber schon bald seine künstlerischen Interessen. Goral begann zu dichten, lernte in Jerusalem Arnold Zweig und Else Lasker-Schüler kennen, und eröffnete in Rehovot ein Kindermalstudio.
Nach der Teilnahme am Unabhängigkeitskrieg 1948 entschloss sich Goral 1950 zu einem Studienaufenthalt in Italien, der bis 1953 dauerte. 1951 wurde Goral wieder deutscher Staatsbürger.
Leben in der Bundesrepublik Deutschland
Goral hielt sich zunächst für kurze Zeit in München auf, wohin er von Erich Kästner eingeladen worden war, um seine Sammlung von israelischen Kinderbildern in der dortigen Internationalen Jugendbibliothek zu präsentieren. Die IJB wurde von der jüdischen Schriftstellerin Jella Lepman im Auftrag der US-Militärbehörden nach dem Krieg gegründet. Er lernte dort Leonhard Frank, Alfred Polgar, Fritz Kortner, Max Steffel, Luise Rinser und den in die DDR übergesiedelten ehemaligen US-Offizier Stefan Heym kennen.
Anschließend kehrte Goral im Oktober 1953 in seine Heimatstadt Hamburg zurück, wo er zunächst bei der Familie Wohlwill zur Untermiete wohnte. Danach bezog er für kurze Zeit eine kleine Kammer in Hamburg-Eimsbüttel, im Gebäude der „Vereinigung städtischer Kinderheime“, für die er tätig war. In dessen Kellerräumen richtete er das junge studio ein. Anschließend zog er in den Stadtteil Hamburg-Eppendorf, wo er die Galerie uhu einrichtete. Seinen Lebensschwerpunkt stellte der Grindel dar, der vor 1933 das Zentrum des jüdischen Lebens in Hamburg gewesen war, und zu dessen Chronisten er in den folgenden Jahren werden sollte.
Ab 1956 wurde Goral wieder literarisch tätig und bald ein scharfer Kritiker des oberflächlichen ritualisierten Philosemitismus der Adenauer-Ära („Woche der Brüderlichkeit“), welche gleichzeitig die Rehabilitierung von Personen wie Hans Globke und Theodor Oberländer, bewirkte. Diese stiegen nämlich trotz ihrer Verwicklung in den Nationalsozialismus problemlos in hohe Staatsämter auf. Gleichzeitig engagierte sich Goral für die Friedensbewegung in Deutschland, und Ende der sechziger Jahre zunehmend gegen den wiedererstarkenden Rechtsextremismus.

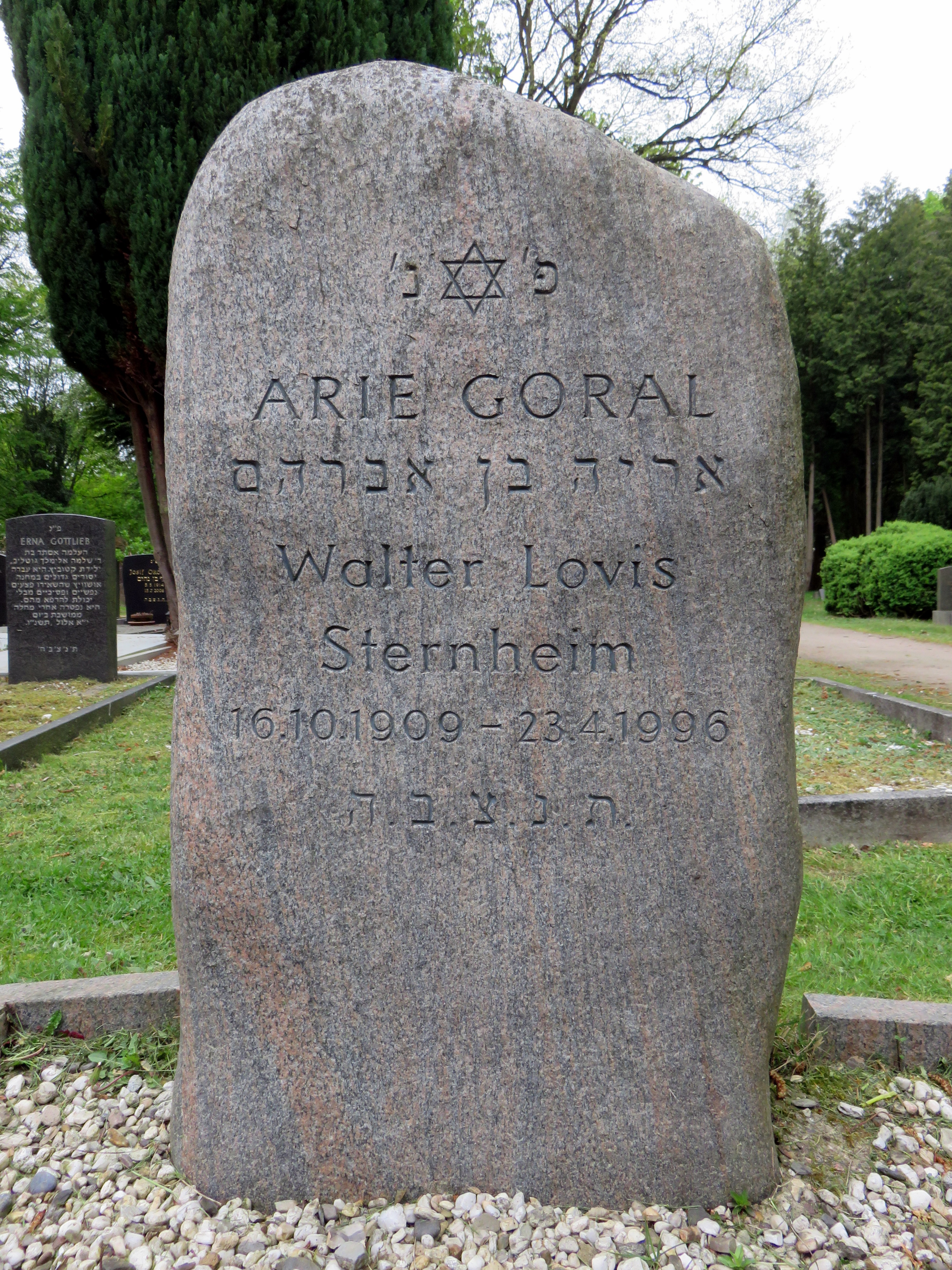
Grabstein Arie Goral, Walter Lovis Sternheim

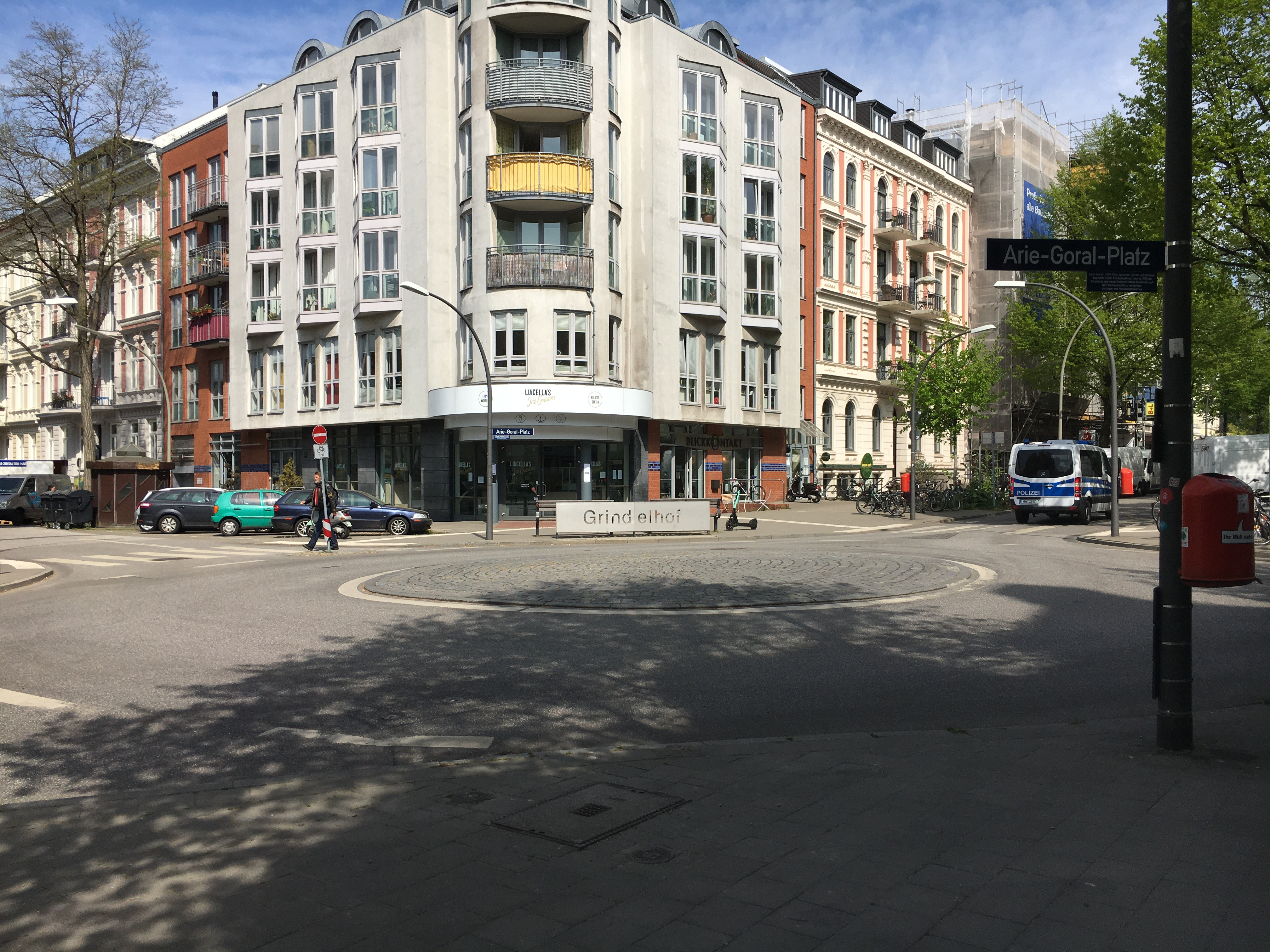
Arie-Goral-Platz

1968 heiratete Arie Goral-Sternheim Eva Peters (1925–2020). Diese veröffentlichte 1987 ein Buch über ihre Erlebnisse als Heranwachsende im NS-Deutschland. Dieses Buch wurde mehrfach überarbeitet und ergänzt. Zuletzt erschien es 2015 unter dem Titel Habe ich denn allein gejubelt? Eine Jugend im Nationalsozialismus, im Europa Verlag in Berlin. 

Goral machte sich in Hamburg durch seine zahlreichen Aktionen in der Kunstszene (1975 Kontroverse um den Hamburger Kunstverein) einen Namen. Besonders trat er durch sein Engagement für ein neues Heinrich-Heine-Denkmal und die Benennung der Staats- und Universitätsbibliothek nach dem Hamburger Publizisten und Pazifisten Carl von Ossietzky hervor.
Im Jahre 1979 veröffentlichte Goral einen Beitrag in dem von Henryk M. Broder herausgegebenen Sammelband Fremd im eigenen Land. Dort rechnete er u. a. selbstkritisch mit seiner eigenen Rolle als „philosemitische Kunstfigur“ (Zitat Goral) in den 1950er Jahren ab. In den 1980er Jahren kritisierte Goral, dass jüdische Themen und jüdische Kultur immer mehr als trendiges Unterhaltungsobjekt für die deutsche Intelligenz dienten. Scharf griff er in diesem Zusammenhang immer wieder sowohl Broder als auch den Hamburger Theater-Intendanten Peter Zadek an.
Arie Goral blieb bis zu seinem Tode sowohl seinen pazifistischen Überzeugungen als auch seiner jüdischen Identität treu. Er protestierte zum Beispiel 1991 gegen die US-Intervention im Irak, gleichzeitig lehnte er 1988 während der „Ersten Intifada“ vehement Boykottaufrufe gegen Israel ab, und diagnostizierte einen zunehmenden linken Antisemitismus.
Im Jahre 1982 erhielt er vom Senat der Freien und Hansestadt Hamburg die Biermann-Ratjen-Medaille für seine künstlerischen Verdienste um die Stadt.
Goral starb am 23. April 1996 in Hamburg. Er wurde als Walter Lovis Sternheim auf dem Jüdischen Friedhof Ilandkoppel beigesetzt.
Der Nachlass liegt bis auf die Bilder nahezu vollständig im Hamburger Institut für Sozialforschung. Die Bilder verteilen sich auf das Jüdische Museum Rendsburg, das Jüdische Museum Frankfurt und das Museum Kunst der Verlorenen Generation in Salzburg.
Mit Senatsbeschluss vom 12. Juni 2019 erhielt die im Grindelviertel in Rotherbaum gelegene Kreuzung Grindelhof/Hartungstraße/Rutschbahn den Namen Arie-Goral-Platz.

## Werke
- Stadtlandschaft in Jerusalem (Öl auf Papier, 55 × 40 cm, 1951; Museum Kunst der Verlorenen Generation, Salzburg)[3]

## Ausstellungen
- Rendsburg, Jüdisches Museum und Dr.Bamberger-Haus, 1998. Arie Goral. Gemälde, Guachen und Radierungen aus dem Nachlaß.
- Frankfurt am Main: 15. Februar bis 20. Mai 2007. Jüdisches Museum Frankfurt, Judengasse: Kein Weg als Jude und Deutscher? Der Maler, Publizist und Dichter Arie Goral.; ca. 100 Gemälde, Arbeiten auf Papier, Druckgrafiken, Aufsätze und Gedichte. (Rezension: Frankfurter Rundschau vom 16. Februar 2007, Kultur Rhein-Main)
- Hamburg: 7. September bis 9. Dezember 2007 im Museum für Hamburgische Geschichte: Geflohen aus Deutschland. Hamburger Künstler im Exil. 1933–1945.